# Форрестол, Джеймс
Джеймс Фо́ррестол (англ. James Forrestal; 15 февраля 1892 — 22 мая 1949) — министр военно-морских сил США и первый министр обороны США (17 сентября 1947 — 28 марта 1949).
Был активным сторонником создания боевых групп и сопровождаемых ими авианосцев, но созданное в 1947 Министерство военно-воздушных сил США отклонило его планы по строительству новых кораблей, постановив, что военные операции должны поддерживаться авиацией наземного базирования. Конфликт Форрестола и ВВС является наиболее вероятной причиной его психической болезни и самоубийства. Через год после смерти его правота была доказана в ходе Корейской войны, показавшей важную роль авианосцев в новых войнах. Авианосец нового класса USS Forrestal был назван в его честь.

## Ранние годы и начало карьеры
Форрестол родился в Маттиване (сейчас Бикон, штат Нью-Йорк), его отец был иммигрантом из Ирландии, занятым в сфере политики. Окончив школу в 1908, он следующие три года работал на три газетных издания: Matteawan Evening Journal, Mount Vernon Argus и Poughkeepsie News Press.
В 1911 Форрестол поступил в Дартмутский колледж, но на следующий же год перевёлся в Принстонский университет. На старших курсах он работал редактором в студенческой газете The Daily Princetonian. После окончания колледжа устроился на работу в фирме Вильям А. Рид и компания (Диллон, Рид и компания). После вступления США в Первую мировую войну Форрестол поступил на военную службу на флот (2 июня 1917, матрос второго класса) и в конечном счёте стал морским лётчиком, пройдя обучение в Королевском авиационном корпусе Канады. 17 ноября 1917 он получил младшее офицерское звание энсина, служил в Лётном корпусе резерва ВМС США (Naval Reserve Flying Corps, NRFC) в Бостоне. В последний год войны он перешёл в офис морских военных операций в Вашингтоне. Уволился с военной службы 30 декабря 1919 года в звании лейтенанта NRFC.
После войны Форрестол одно время работал публицистом в комитете Демократической партии одного из округов штата Нью-Йорк, участвуя в избирательных кампаниях на выборах как на уровне штата, так и на федеральном уровне. В числе политиков, избранных благодаря его агитации, находится Франклин Рузвельт.
В 1923 Форрестол вернулся в Вильям А. Рид и компания (Диллон, Рид и компания) и в 1937 поднялся по карьерной лестнице до поста президента фирмы.
По большому счёту Форрестол был трудоголиком, холодно и пренебрежительно относившимся к своей семье. Ярким примером этого был случай, когда Форрестолу, работавшему тогда в Великобритании, позвонили его сыновья — восьми и шести лет. Они опоздали на самолёт в Париже, но отец сказал, чтобы они сами решали свои проблемы и добирались к нему в Лондон, как посчитают возможным. Его жена Жозефина (свадьба состоялась в 1926) также оказалась жертвой его характера, вскоре у неё возникли проблемы с психикой и алкоголем.

## Работа в правительстве
Президент Франклин Рузвельт назначил Форрестола специальным помощником 22 июня 1940, а через шесть недель выдвинул его на должность заместителя министра военно-морского флота. Позже Форрестол проявил себя достаточно умелым руководителем, сумевшим привести промышленность в соответствие с нуждами военного времени.
10 мая 1944, вскоре после смерти от сердечного приступа его непосредственного начальника Фрэнка Нокса, Форрестол был назначен Рузвельтом министром военно-морского флота. Он руководил действиями флота в последний год войны и обеспечил демобилизацию.
Форрестол враждебно относился к идее объединения всех военных министерств США, но тем не менее участвовал в разработке «Закона о национальной безопасности 1947», которым было создано национальное военное ведомство (National Military Establishment), 10 августа 1949 преобразованное в Министерство обороны США. 19 сентября 1947 Форрестол стал первым министром обороны (военным министром).
18 месяцев, которые он провёл в министерском кресле, оказались очень сложными для США: в Чехословакии и Китае к власти пришли коммунистические партии, Западный Берлин оказался в блокаде, создание Израиля вылилось в войну на Ближнем Востоке, возникли проблемы с созданием НАТО.
Также этот период характеризовался борьбой между входившими в министерство ведомствами. Ко всему прочему, Гарри Трумэн урезал финансирование министерства. Особую обеспокоенность Форрестол выражал по поводу роста советского влияния. В ходе дебатов в 1944 о целесообразности объединения всех вооруженных сил страны под начало единого министерства обороны занимал крайне негативную позицию из опасения неизбежного, как ему казалось, ослабления роли военно-морского флота. Уже в годы Второй мировой войны предупреждал относительно послевоенных намерений СССР и высказывал убеждение в том, что Советский Союз является врагом США.
Период пребывания Форрестола на министерском посту был также отмечен серьёзным осложнением отношений с президентом Г. Трумэном и видными морскими военачальниками. Практически единственное, в чём Форрестол полностью поддерживал президента США, было убеждение в необходимости проведения жесткого курса в отношении СССР после окончания Второй мировой войны.

## Самоубийство
В ходе президентской предвыборной кампании 1948 года проявил явные симпатии к республиканскому сопернику Трумэна Томасу Э. Дьюи, в результате чего 1 марта 1949 года ему было предложено подать в отставку.
28 марта 1949 в связи с психическим кризисом Форрестол был снят с должности и пять дней спустя помещён в Национальный военно-медицинский центр имени Уолтера Рида. Официально было объявлено, что у бывшего министра «нервное и психическое истощение»; его лечащий врач капитан Джордж Рэйнс поставил диагноз «депрессия». Во время болезни Форрестол повторял: «Русские идут, русские идут. Они везде. Я видел русских солдат». Журналист Д. Пирсон полагал развитие у Форрестола паранойи.
Возможной причиной его проблем стало несоответствие положения его характеру. Довольно скрытный человек, заявлявший, что его стиль мрак и неизвестность, оказался, как любой политик, под прицелом критики журналистов, таких как уже упомянутые Д. Пирсон и В. Винчел.
Форрестол шёл на поправку, он вернул потерянные 5,5 килограмм веса, но 22 мая его тело нашли на крыше третьего этажа под окнами кухни 16-го этажа, находившейся напротив его комнаты. Спустя несколько часов окружной следователь округа Монтгомери объявил, что это самоубийство. В предсмертной записке был отрывок из трагедии Софокла «Аякс». Военно-морское ведомство сверило почерк в записке с почерком Форрестола.

Результаты расследования, готовые по неофициальным данным 31 мая, появились только 12 октября 1949 в газете «The New York Times» и содержали лишь краткое описание фактов. Так, говорилось, что смерть Форрестола наступила в результате падения с 16-го этажа, а возможные причины падения не указывались. Полный текст отчёта был опубликован в апреле 2004 в соответствии с Законом о свободе информации. В нём, в частности, констатировалось: 
- что поведение умершего в период пребывания в госпитале, предшествовавший его смерти, свидетельствует о психической депрессии; 
- что лечение и меры предосторожности при ведении дела соответствовали принятой психиатрической практике и соответствовали очевидному за всё время статусу пациента; 
- что смерть не была вызвана каким-либо образом преднамеренным действием, ошибкой, небрежностью или неэффективностью какого-либо лица или лиц в военно-морской службе или связанных с ними.

## Образ Джеймса Форрестола в кино
- Флаги наших отцов / Flags of Our Fathers (2006; США) режиссёр Клинт Иствуд, в роли Джеймса Форрестола Майкл Кампсти.